# Louise Guthrie
Louise Guthrie, född 10 oktober 1879 i Kapstaden, död 20 februari 1966, var en sydafrikansk botaniker och botanisk konstnär.

## Familj
Isobel Louise Sophie Guthrie föddes i Kapstaden, Kapkolonin 1879, dotter till den engelskfödde botanikern och matematikprofessorn Francis Guthrie och hans fru, Isabella Grisbrook.

## Karriär
Louise Guthrie var botanisk assistent vid Bolus Herbarium, med början 1918, fram till 1927. Medan hon var där utvecklade hon sin skicklighet som botanisk illustratör, mest känd för en serie av 264 skildringar av proteaarter som hittades i Sydafrika, som började 1925, med den sista daterad 1947. Hon donerade uppsättningen till Bolus Herbarium 1948.